# هازجة السعد
هازجة السعد تسمى أيضا هازجة البردي (الاسم العلمي: Acrocephalus schoenobaenus) (بالإنجليزية: Clamorous Reed Warbler)، هو طائر ينتمي إلى (فصيلة: Acrocephalidae).